# 링야구

링야 구의 위치

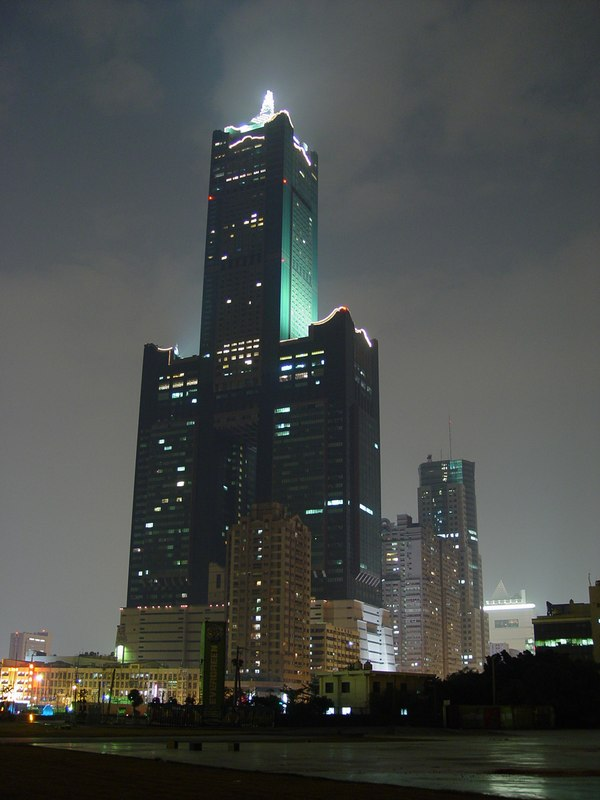
툰텍스 스카이 타워

링야구(한국어: 영아구, 중국어: 苓雅區, 병음: Língyǎ Qū)는 중화민국 가오슝시의 시할구이다. 넓이는 8.1522km2이고, 인구는 2015년 8월 기준으로 174,818명이다.

## 지리
가오슝 시내 중부에 위치하고 북쪽으로 싼민 구, 북서쪽으로 신싱 구와 첸진 구, 서쪽으로 아이허를 사이에 두고 옌청 구와 구산 구, 남쪽으로 첸전 구, 동쪽으로 펑산 구와 접한다. 가오슝 시 정부와 툰텍스 타워가 위치한다.

## 역사
링야 구의 구칭은 영자료(苓仔寮)이다. 영자(苓仔)는 어망을 의미하고 어로 후에 어망을 두고 있던 장소였던 것에서 명명되었다. 후에 '雅'자가 사용되어 영아료(苓雅寮)로 고쳐졌다.
정씨왕국의 때 장, 왕, 오, 방 및 진을 성으로 하는 사람들이 오괴조지구로 이주해 개발이 시작되었다. 일본 통치 시대에는 이곳에 영아료 구청이 설치되었다. 구청은 1920년의 타이완 지방 행정 개혁에 의해서 폐지되었고 다카오 주 다카오 군 다카오 가의 관할이 되었다. 1924년에 다카오 가가 다카오 시로 승격되면서 링야 지구도 다카오 시의 행정 관할이 되었다. 전후에 롄야 구로 개칭되었지만 1952년에 링야 구에 되돌려져 현재에 이르고 있다.

## 교통
- 가오슝 첩운 홍선
- 가오슝 첩운 귤선
- 국도 1호선
- 중산 2로